# ビーバー
ビーバー（海狸）は、齧歯目ビーバー科ビーバー属（ビーバーぞく、学名: Castor）に属す種の総称。
和名は海狸（かいり、うみだぬき）。中国語では海ではなく河の文字を当て、河狸と表記する。

## 形態
体長80 - 130センチメートル。尾長25 - 50センチメートル。体重11 - 30キログラム。

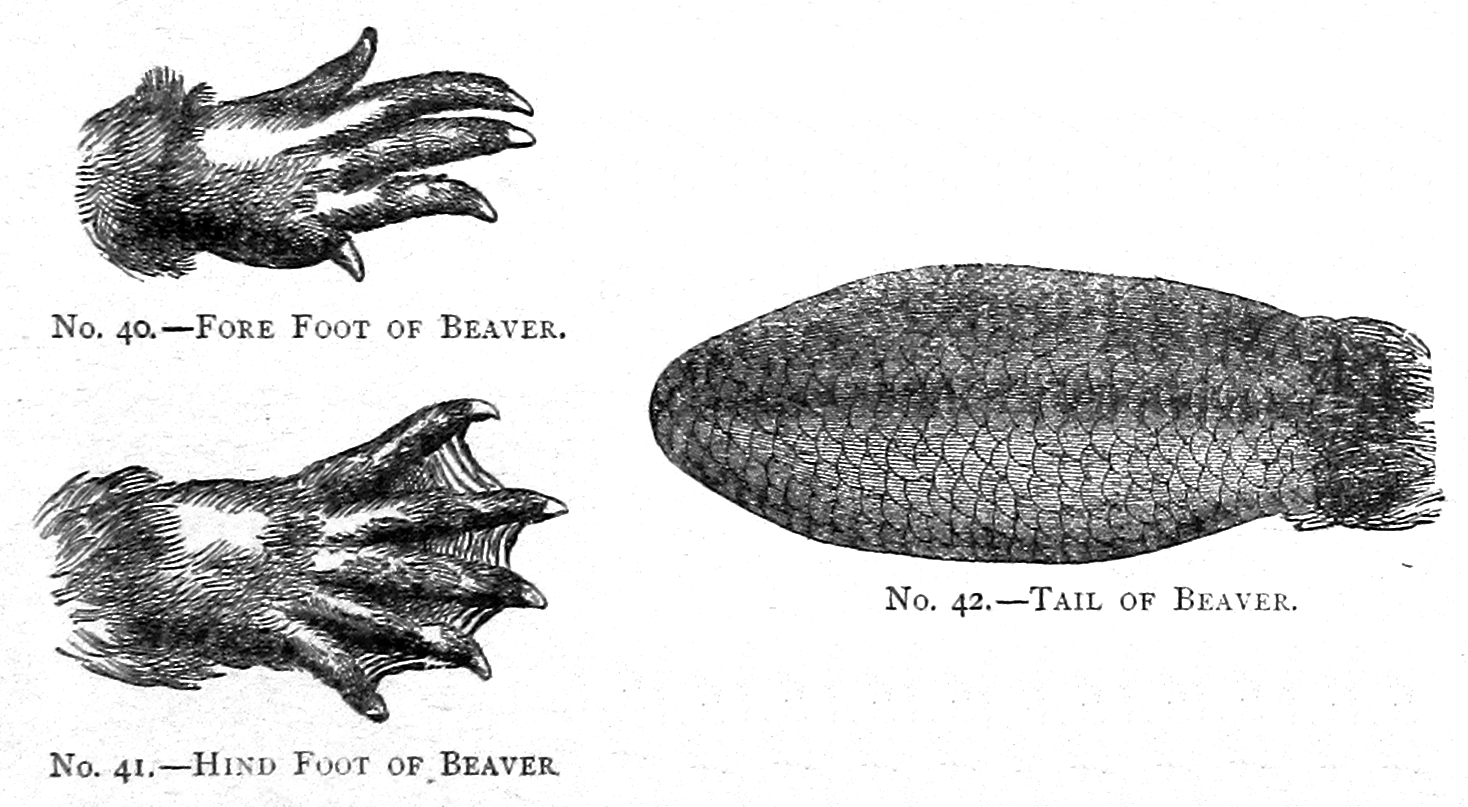
ビーバーの手足としっぽ

水中の生活に適応しており、ビロードのような毛皮は水をはじき、後ろ足には水かきがある。指は5本あり、両足で物を挟むことで物を掴むことも可能である。茶色の毛の内側にびっしりと生えた白い毛が、皮膚に水がしみるのを防ぐ役割をしている。しかし、この毛が後述の乱獲に繋がってしまった。毎年の夏には換毛期となり、毛が抜ける。
平たく大きな尾はオールのような形をしているが、上下に動かすことで推進力を得るのに役立っている。
ネズミ目（齧歯目）では唯一、直腸・排尿口・生殖口を兼ねる器官である総排出腔をもつ。オスの睾丸は体内にあり、交尾期のみ外に出てくるため、外見でオス・メスの区別をするのは難しい。

### 歯
ビーバーの大きく丈夫な歯のエナメル質は、他の動物のようにマグネシウムではなく鉄分を含んでおり、とても硬く、直径15cmの木をわずか10分で倒せる。鉄分と削る樹皮のタンニンによりお歯黒と同様の反応の影響で歯はオレンジ色に変色しているが摩耗した部分やタンニンに触れない裏側は白い。産まれたての幼体は歯が白く、また地域差や飼育下など住環境によってはさほどオレンジ色にならないこともある。
上顎と下顎の両サイドに臼歯が4本（小臼歯1本、臼歯3本）ずつあり、前歯（門歯1本）と合わせて合計20本の歯を持つ（歯式は、I1.C0.P1.M3 / I1.C0.P1.M3）。生後半年から１年程度で永久歯の臼歯が生えて、年齢と共に歯の根元にあるセメント質が変化する。

## 分類
かつては、その形態から齧歯類の中でもリスに近いと考えられたが、遺伝子解析の結果からネズミに近いことが判明している。
- Castor canadensis アメリカビーバー North American beaver
- Castor fiber ヨーロッパビーバー Eurasian beaver
- †C. californicus

## 生態

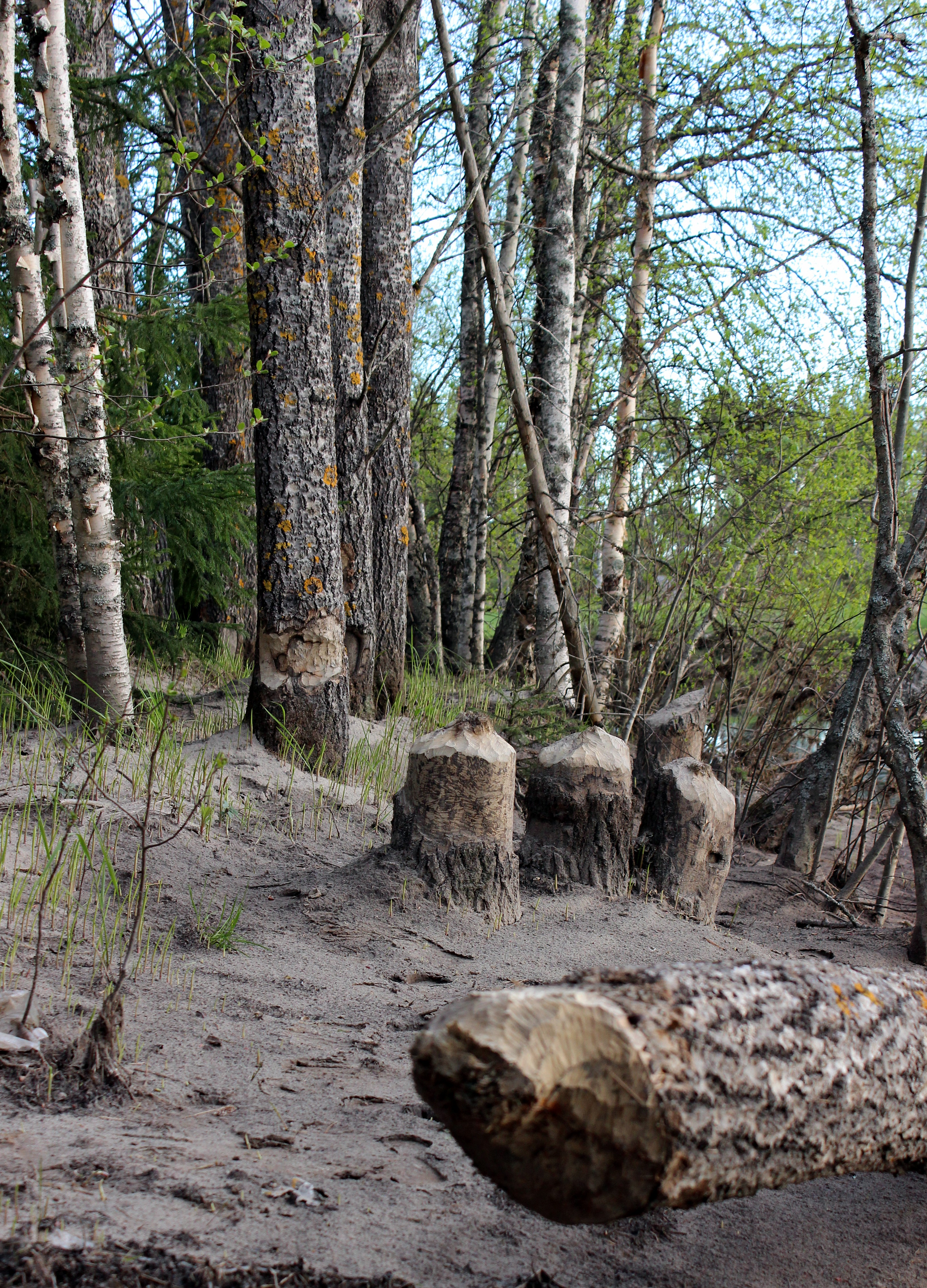
ビーバーに伐採された木

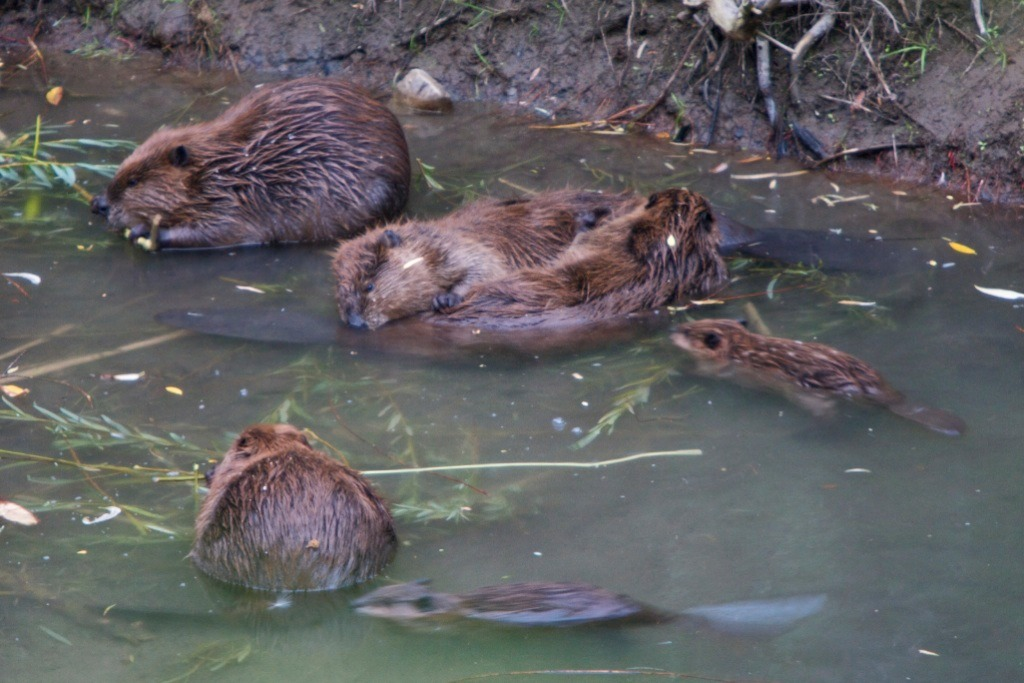
毛づくろいをするビーバー

河川や湖・池・沼などの周囲にある湿原に生息する。ダムを作る能力を有し、そのダム湖に営巣する事で知られる。ビーバーは陸上での移動は遅いものの、水中では最高速度 6 mph (10 ㎞/h）で遊泳する。
夜行性のため、夕方や早朝にのみ姿を見ることができる。ペアとその幼獣（当年産まれおよび前年産まれ）からなる家族群を形成し生活するが、生後2年以上の若獣（前々年以前の産まれ）が含まれることもある。刺激を受けると尾を水に叩きつけるが、これは家族に対して危険を知らせたり外敵を驚かせる働きがあると考えられている。年に一度、一腹1‐6頭の子を産む。子供は10日ほどで泳ぎ始めるが、次の子が生まれても親の元にとどまり、その次の子が生まれる直前、満二歳近くになってようやく独立する。
ビーバーは物を運ぶ際、他の四足歩行哺乳類のように口で咥えて持っていく方法だけでなく、前足で物を抱えたり、前足と顎で物を挟んで持っていく二足歩行も使い分ける。
皮膚をぬらさないために毛づくろいをする。足の間に油を出す部分があり、この油を前足で毛に塗りつけることを岸辺で行っている。毛づくろいが終わると水の中に入る。コヨーテ・イタチ・テンなどの天敵から身を守るために、陸地で活動することは少ない。岸からせいぜい20メートルの距離で食事するぐらいである。

### 知性
子供のビーバーが、大人のビーバーが食事をしている際に、「敵の襲来」を意味する「水面を3回シッポで叩く」という行動をして、大人を追い払った後にご飯を独り占めする様子が観察され、意識や知性、観察力があることを示すと言われている。

### 食性
草食性で、日に2キログラムの木の葉や草、木の皮などを食物とする。葉を食料とするために木をかじり倒すことも多い。50センチメートルの枝ならわずか3分で丸裸にしてしまう。池底に沈んだ白い枝はビーバーの食後の跡である。
カナダに生息するアメリカビーバーは、7‐8月の期間はヤナギの葉と、まれにgrowing tips（柳の成長点？）を主に食べるが、他の10か月間は樹皮（ヤナギ76％、ポプラ14％、ハンノキ10％）を食料とし、非常にヤナギへの依存度が高い。春と秋に食料を蓄え（貯食行動）、冬は摂取量を減らして過ごす。

### 縄張り
家族群はそれぞれ縄張りを形成し、臭い付け（ヨーロッパビーバーは地面に、アメリカビーバーは岸に塚を組み上げてその上に）によって縄張りを主張する。周りに家族以外のビーバーが多い場合や隣接している領域などによって、塚が多く作成される。
ビーバーの縄張りに侵入された場合は攻撃的となり、人間を死なせる事件も起きている。ただ、隣の縄張りのビーバーにはDear enemy effect（顔見知り効果）が働き、あまり攻撃的にはならない。また、親戚の場合も攻撃的とならない。

### ビーバーとダム

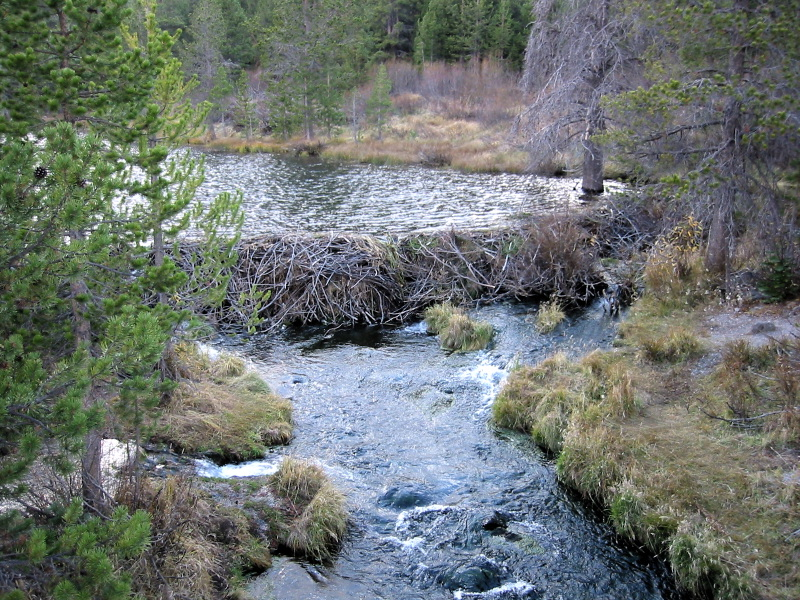
ビーバーのダム

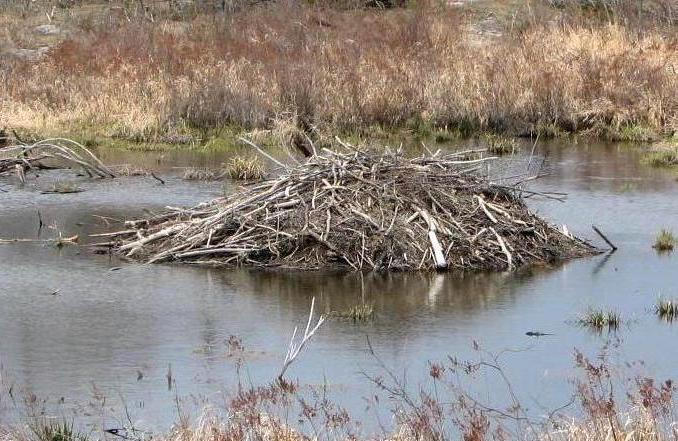
ビーバーの巣

ビーバーは「自分の生活のために周囲の環境を作り替える、ヒト以外の唯一の動物」であるとも言われる。
ビーバーのダム作りは、持って生まれた本能的な行動で、教わらなくても自然にできるようになると言われている。
水辺の木を齧り倒し、泥・枯枝・水草・石などとともに材料として、川を横断する形に組み上げ、大規模なダムを作る。オスの役目で縄張りには尿をかける。ダムによってできた「ダム湖」の中心部にも同様に様々な材料を組み上げ、ドーム状の巣を作る。巣の床は水面より上にありビーバーが休息出来るが、巣の出入り口は水面下にしかなく、乾けば頑丈なため天敵が侵入出来ず、かつ枝の隙間の空気穴により空気を通している。
ダムを利用することでちょうどいい水位を常に保っている。
長い年月の間にはいくつもの「ダム湖」が作られ、これによって岸辺の総延長が伸長し、食物をとる範囲が増えることになる。
ビーバーが環境を大きく変えることで多くの命を森に呼び込んでいる。川が流れているだけで水鳥は棲めない場所であったものが、池になることで渡り鳥もやってくる。池にはたくさんの水草も育ち、様々な生物で賑わうようになる。数十年経つと池は土砂に埋まって使えなくなり、残された栄養豊富な土砂には草が良く育ち、池は後に広大な草原に生まれ変わり、森の草食動物の貴重な食事場所になる。しかし、天敵がいない環境だと、過剰に木が倒されて後述の森林破壊になるケースもある。ビーバーが水が流れる音を探知すると本能的にそこをせき止めるダムを作ることが分かってからは、それを利用して柵を立てるなどして流水音を人工的に発生させてビーバーがダムを作る場所を人為的に調整する試みが行われている。
2011年現在で確認されている世界最大のビーバーのダムは、2007年10月にカナダ・アルバータ州のウッド・バッファロー国立公園内（クレア湖の南）で発見されたダムで、長さは850mにもなる。ダムそのものに草木が生えていることから、1970年代から建設が始められ、数世代にわたって拡張され続けているものと考えられている。このダムはさらに拡大を続ける可能性がある。2011年04月29日にカナダ・アルバータ（Alberta）州で、原油のパイプライン破断事故が発生し、その後、同州環境当局者は、「ビーバーが作ったダムにより、被害も拡大せずに済んだ」との趣旨を、公表している。

## 人との関わり

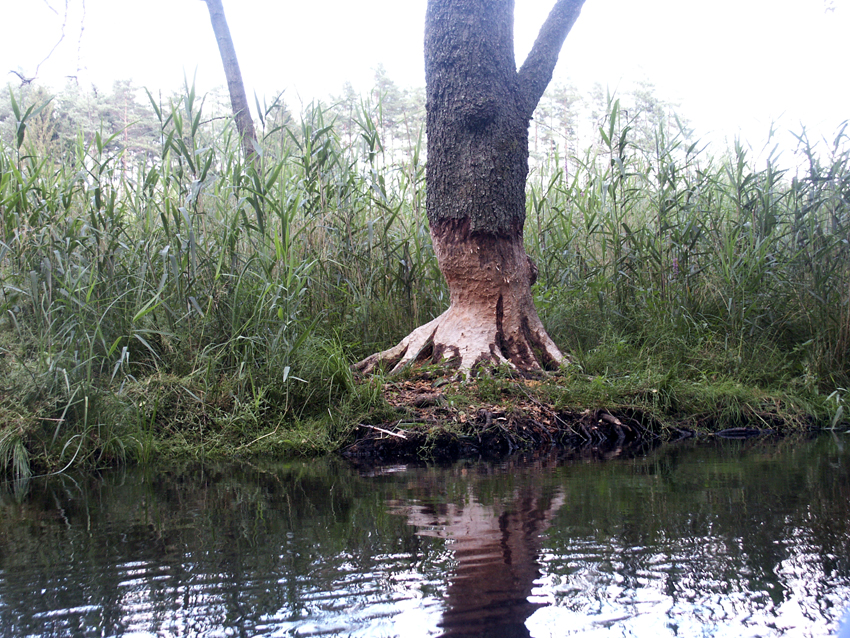
食害を受けた木

ビーバーの毛皮は長い撥水性がある剛毛と密生する柔らかな保温性がある下毛の2層の毛をもつため、帽子やコートやマフなど防寒衣類の材料に用いられた。現在シルク・ハットと呼ばれる円筒型の帽子（材料にかかわらず「トップ・ハット」と呼ばれる）は、元はビーバーやラッコの毛皮で作られていたパパーハ(猟虎帽)のような形だった。ビーバー・ハット (beaver hat) 、ビーバー・ハイ・ハット (beaver high hat) 、あるいは俗にカスター (castor) とも呼ばれたこの帽子は、17世紀以降作られ、長い間紳士には必携の帽子だった。
また、ナポレオン・ボナパルトが愛用した二角帽子もビーバーのフエルトで作られるなどビーバーの毛皮は高級素材として広く流通した。またその香嚢からとれる海狸香も需要があった。
このためビーバーの乱獲が進み、19世紀前半には年間10-50万頭が殺され、ビーバーの生息数は絶滅寸前まで減少した。
19世紀初頭、供給が減少したビーバーの毛皮の代わりに、表面をけば立たせて毛皮風に仕立てたシルクを用いた「シルク・ハット」がイタリアで考案されると、トップ・ハットの主流はシルクに移ったため、ビーバーの需要は衰え、アメリカやカナダで保護法が成立したこともあって、ビーバーの乱獲時代は終了した。
1940年代、アルゼンチン政府は、毛皮を目的として 50 頭のアメリカビーバーを南アメリカ大陸南端に位置するフエゴ諸島に移入した。天敵がいない土地に棲み着いたビーバーは2008年までにおよそ10万頭に増加し、フエゴ諸島固有の木々を大量に噛み倒し森林破壊の原因となっている。2008年現在、アルゼンチンおよびチリ政府は、フエゴ諸島でのビーバーの大規模な駆除を計画している。反対に、スコットランドでは、400年前に絶滅したヨーロッパビーバーを再移入して、生態系を回復させようとする計画が進行している。
また、ビーバーの肉は食用にされた。最も有名なビーバーの毛皮の供給元は、アラスカ中部のユーコン川に面したビーバー村であった。味については佐藤垢石はエッセイ「香熊」において、ニホンアナグマがビーバーに似ていると記述している。特に魚肉の一種とみなされ食肉が禁止されていた修道院に需要があった（同様に日本の江戸時代食肉禁止文化でもウサギが鶏肉と見なされ需要があった）。
ビーバーの毛皮を求める行動が、欧州の北米進出を加速させた面があり、このことからカナダでは国獣としてビーバーが指定されている。
ビーバーは警戒心の強い野生動物であるため不用意に近づくと襲われることがある。木を噛み切るビーバーの歯は人間にひどい怪我を負わせることが可能で、動脈を傷つけるなどして死に至らしめることもある。

## 雑学
- そのダム作りの様子から、ビーバーはしばしば勤勉の象徴とされる。英語には work like a beaver （ビーバーのように働く）という言葉がある。世界的に有名な名門ロンドン・スクール・オブ・エコノミクスのマスコットがビーバーである。
- 日本のボーイスカウトでは、最少年代（幼稚園・保育園の年長から小学2年生）の隊をビーバースカウト（通称・ビーバー隊）と呼ぶ。
- 三菱重工業の家庭用ルームエアコンのブランド名はビーバーエアコンである。
- カナダ海軍のハリファックス級フリゲート「オタワ」のマスコットはビーバーである。
- 戸田競艇場のマスコットキャラクター「ウインビー」「ウインク」のモチーフはビーバーである。
- ホームセンタービーバートザンの名前は、 自分で木を切り倒しダムを作るビーバーの習性から付けられた。